# 刘尚合
刘尚合（1937年4月11日—），男，山西闻喜人，中国静电与电磁防护工程专家，中国工程院院士。

## 生平
1999年，获选中国工程院信息与电子工程学部院士。